# Lummus Park (Miami Beach)
El Lummus Park es un parque urbano público de 30 hectáreas situado en Miami Beach (Condado de Miami-Dade, Florida, Estados Unidos), junto al océano Atlántico. Debe su nombre a dos notables pioneros de Miami, los hermanos Lummus (J. E. Lummus y J. N. Lummus).

## Descripción

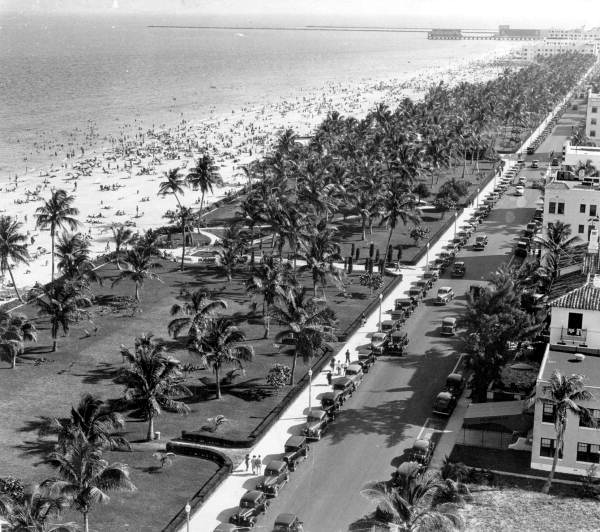
El Lummus Park en torno a 1930.

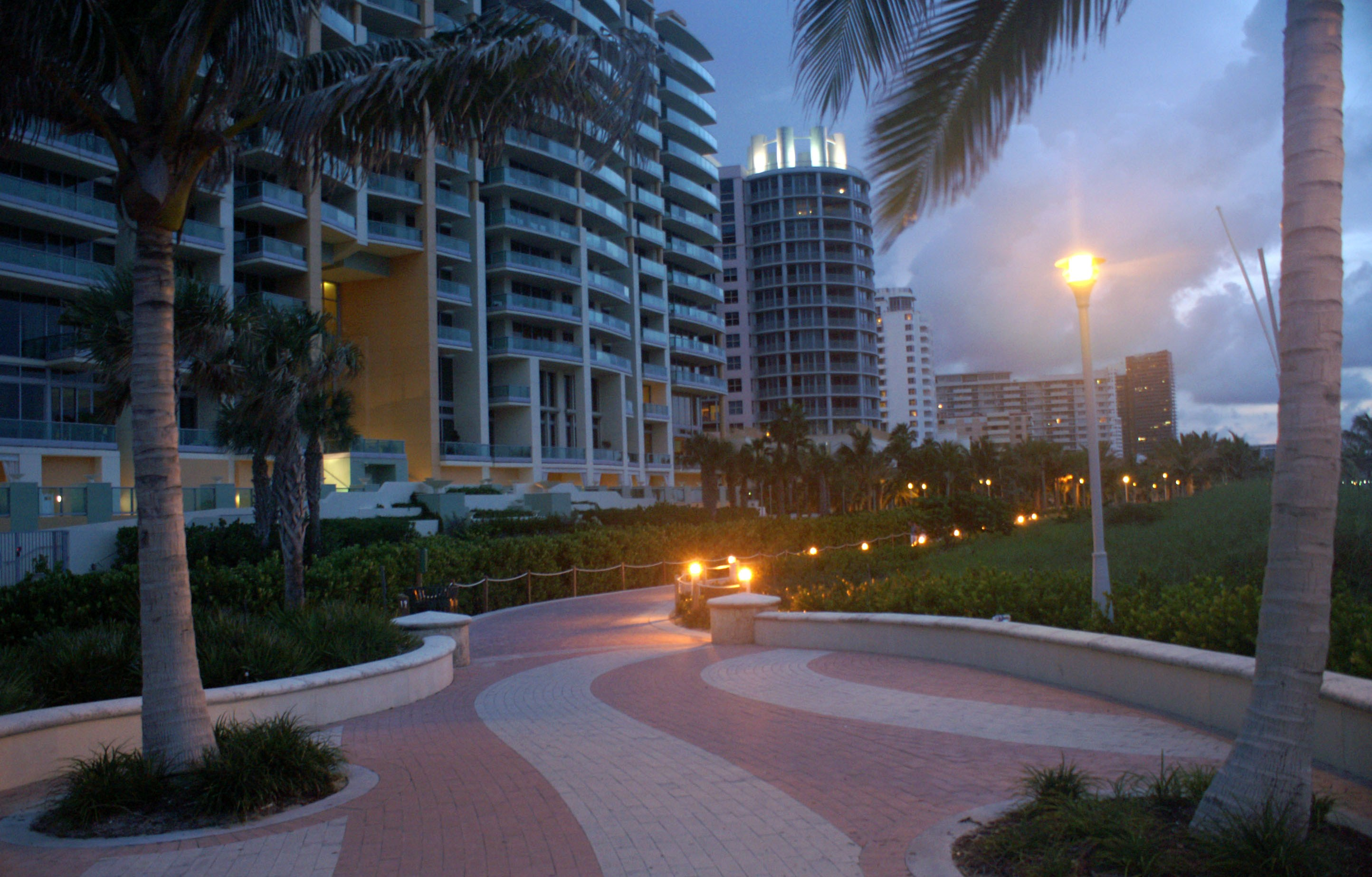
El paseo marítimo del Lummus Park.

El parque se encuentra en el lado este de Ocean Drive, desde la calle 5 hasta la calle 15. A mediados de la década de 1980 fue rediseñado y renovado como parte del proyecto para la remodelación de lo que actualmente es el distrito histórico arquitectónico de Miami Beach en South Beach. A lo largo de Ocean Drive, el parque cuenta con zonas cubiertas de hierba y palmeras, junto con canchas de voleibol y barras para hacer dominadas. Un paseo peatonal con el suelo ondulado, llamado The Promenade, separa la hierba del parque y la playa hasta la calle 21, donde se convierte en un paseo de tablones de madera. El suelo de The Promenade está inspirado en el paseo marítimo de la playa de Copacabana de Río de Janeiro, diseñado por el arquitecto paisajista brasileño Roberto Burle Marx.
El parque es un telón de fondo habitual para sesiones de fotos, que se realizan allí con frecuencia, e inicialmente se grabaron en él muchas escenas de la serie de televisión Miami Vice. El Lummus Park y el paisaje urbano art déco de Ocean Drive siguen apareciendo en la televisión y en películas para situar la escena en Miami, y pueden verse en episodios de la serie de televisión Burn Notice de USA Network.

## Eventos
El Lummus Park alberga cada año el Nautica South Beach Triathlon, un evento de triatlón que incluye 1.5 kilómetros de natación en el océano, 40 kilómetros de ciclismo y 10 kilómetros de carrera a pie.
El Lummus Park también sirve como una parada a lo largo del recorrido de la histórica Barefoot Mailman Commemorative Hike (literalmente, «caminata conmemorativa del cartero descalzo»), en la cual boy scouts caminan desde Pompano Beach hasta South Beach.